# Bertrand Hallward
Bertrand Hallward, né le 24 mai 1901 et mort le 17 novembre 2003, est le premier Vice-chancelier de l'Université de Nottingham.